# Оскар Бергер
Оскар Хосе Рафаель Бергер Пердомо (ісп. Óscar José Rafael Berger Perdomo; нар. 11 серпня 1946) — гватемальський політик, президент країни з 2004 до 2008 року.

## Життєпис
Походить з заможної родини плантаторів. Закінчив приватний єзуїтський університет. З січня 1991 до червня 1999 обіймав посаду мера столиці. Того ж, 1999 року, брав участь у президентських виборах, але невдало.
2003 виграв президентські перегони як кандидат від партії Великий національний альянс. 2008 року передав владу Альваро Колому.